# Monarque terne
Myiagra hebetior
Espèce
Statut de conservation UICN

 VU  : Vulnérable
Le Monarque terne (Myiagra hebetior) est une espèce d'oiseau de la famille des Monarchidae.

## Répartition
Il est endémique de Mussau (Papouasie-Nouvelle-Guinée).

## Habitat
Il habite les forêts humides en plaine tropicales et subtropicales et les montagnes tropicales et subtropicales.

## Sous-espèces
D'après Alan P. Peterson, il en existe trois sous-espèces :
- Myiagra hebetior cervinicolor (Salomonsen) 1964
- Myiagra hebetior eichhorni (Hartert) 1924
- Myiagra hebetior hebetior (Hartert) 1924

## Publication originale
- Hartert, 1924 : The birds of St. Matthias Island. Novitates Zoologicae, vol. 31, p. 261–278.